# NGC 4403
NGC 4403 est une galaxie spirale située dans la constellation de la Vierge. NGC 4403 a été découverte par l'astronome germano-britannique William Herschel en 1789.

## Caractéristiques
La classe de luminosité de NGC 4403 est I-II et elle présente une large raie HI.

### Distance
Sa vitesse par rapport au fond diffus cosmologique est de 5 552 ± 26 km/s, ce qui correspond à une distance de Hubble de 81,9 ± 5,6 Mpc (∼267 millions d'al).
À ce jour, quatre mesures non basées sur le décalage vers le rouge (redshift) donnent une distance de 76,625 ± 23,841 Mpc (∼250 millions d'al), ce qui est à l'intérieur des valeurs de la distance de Hubble. Notons cependant que c'est avec la valeur moyenne des mesures indépendantes, lorsqu'elles existent, que la base de données NASA/IPAC calcule le diamètre d'une galaxie et qu'en conséquence le diamètre de NGC 4403 pourrait être d'environ 44,4 kpc (∼145 000 al) si on utilisait la distance de Hubble pour le calculer.

## Paire de galaxies
La vitesse par rapport au fond diffus cosmologique de la galaxie NGC 4404 située à proximité sur la sphère céleste est de 5 937 ± 32 km/s, ce qui correspond à une distance de Hubble de 87,6 ± 6,2 Mpc (∼286 millions d'al). Si on considère les incertitudes des distances, il se pourrait que ces deux galaxies forment une paire. Cependant, l'image obtenue du relevé Pan-STARRS ne montre aucune déformation de l'une ou l'autre des galaxies.